# 1787
1787 (MDCCLXXXVII) fue un año común comenzado en lunes según el calendario gregoriano.

## Acontecimientos

### Enero
- 1 de enero: fundación del municipio de Carolina del Príncipe en Antioquia, Colombia.
- 11 de enero: William Herschel, astrónomo alemán nacionalizado británico, descubrió Titania y Oberon, lunas de Urano.
- 13 de enero: Se revocan en Austria las últimas leyes en contra de la brujería.

### Febrero
- En Francia se reúne un Parlamento de notables (los dos estamentos superiores) para discutir sobre la situación de los impuestos franceses.

### Marzo
- 28 de marzo: Se registra un terremoto de 8,6 en México, que provoca un tsunami que arrasa las costas de Oaxaca y Guerrero
- 29 de marzo: Fundación del municipio de Yarumal en el departamento de Antioquia, Colombia.

### Mayo
- 2 de mayo: Un fuerte terremoto de 8,2 sacude Puerto Rico.
- 14 de mayo: En Filadelfia (Pensilvania), se reúnen delegados para comenzar a escribir una constitución para Estados Unidos.

### Julio
- 8 de julio: Se termina el libro los infortunios de la virtud, escrito por el Marqués de Sade el cual tardó 15 días en ser elaborado.

### Septiembre
- 17 de septiembre: se promulga la Constitución de los Estados Unidos de América y es aprobada en Filadelfia.

### Octubre
- 29 de octubre: Se estrena en Viena Il dissoluto punito ossia il Don Giovanni, una de las más afamadas óperas de Mozart.

### Diciembre
- En España se lleva a cabo el censo de Floridablanca, cuyo resultado fue de 10.400.000 habitantes.
- En Francia el físico, investigador y músico amateur Ernst Chladni descubrió que haciendo vibrar una placa metálica, sobre la que previamente se había depositado arena fina con un arco de violín, la arena se organizaba dibujando patrones geométricos.

## Música
- 29 de octubre: Mozart estrena Don Giovanni en Viena.

## Ciencia y tecnología
- Edmund Cartwright construye el primer telar de vapor.
- Se publica el Manual de nomenclatura química (Méthode de nomenclature chimique) por Antoine Lavoisier en colaboración con los químicos Louis-Bernard Guyton-Morveau, Claude-Louis Berthollet, Antoine-François Fourcroy, Jean Henri Hassenfratz y Pierre Auguste Adet.

## Nacimientos

### Enero
- 1 de enero: Manuel José Arce y Fagoaga, militar y político salvadoreño (f. 1847).

### Febrero
- 1 de febrero: Juan Rege Corvalán, militar y político argentino (f. 1830).

### Marzo
- 6 de marzo: Joseph von Fraunhofer, astrónomo alemán (f. 1826).
- 10 de marzo: Francisco Martínez de la Rosa, poeta, dramaturgo y político español (f. 1862).
- 16 de marzo: Georg Ohm, físico alemán (f. 1854).

- 26 de abril: Ludwig Uhland, poeta alemán (f. 1862).

### Julio
- 13 de julio: Pellegrino Rossi, economista, político y jurista italiano (f. 1848).

### Noviembre
- 7 de noviembre: Vuk Stefanovic-Karadzic, lingüista serbio (f. 1864).
- 9 de noviembre: Johann Natterer, ornitólogo Austriaco (f. 1843).
- 17 de noviembre: Michele Carafa, compositor italiano (f. 1872).
- 18 de noviembre: Louis Daguerre, pintor e inventor de la fotografía francés (f. 1851).

### Diciembre
- 10 de diciembre: Thomas Hopkins Gallaudet, educador estadounidense.
- 21 de diciembre: José Tomás Ovalle, presidente de Chile entre 1829-1830 y 1830-1831 (f. 1831).

### Fecha desconocida
- Shaka emperador Zulú de Sudáfrica (f. 1828).

## Fallecimientos
- 28 de mayo: Leopold Mozart, músico austriaco (n. 1719)
- 20 de junio: Karl Friedrich Abel, Compositor Alemán (n. 1723)
- 15 de noviembre: Christoph Willibald Gluck, Compositor Alemán (n. 1714)